# Probedruck
Unter Probedruck (Probeabzug, Zustandsdruck, Épreuve d'état) versteht man einen Abzug von der Druckplatte vor Beginn des finalen Drucks der eigentlichen, für den Handel bestimmten Auflage der Druckgrafik, bzw. bei Briefmarken der für den Postdienst vorgesehenen Briefmarken. 
Der Probedruck dient der nochmaligen Überprüfung der Druckform. Auch die endgültige Festlegung der Druckfarbe wird dann vorgenommen. Hin und wieder passiert es, dass auch Probedruckexemplare als hoch geschätzte Rarität in den Handel gelangen, die von Sammlern sehr gesucht werden. 
Bei der manuellen Druckgrafik werden solche Probedrucke Épreuves d'état (französisch für Zustandsdrucke) bezeichnet; der „Contre-Épreuve“ (französisch für Gegendruck) entsteht, wenn das noch feuchte Papierblatt des Probedrucks auf einen zweiten Bogen gelegt und mit Hilfe der Druckerpresse noch einmal abgedruckt wird. Der Contre-Épreuve entspricht dann dem Bild auf der Original-Druckplatte, ist also nicht seitenverkehrt, wie die Originalgraphik. Solche Abzüge erleichtern dem Stecher oder dem Künstler die Korrekturarbeit auf der Druckplatte und sind normalerweise nicht für den eigentlichen Kunsthandel bestimmt.
Ein Probedruck ist aber nicht zu Verwechseln mit einem Andruck, Essay, einer Druckprobe oder einer Maschinenprobe.